# エンジェルス (音楽グループ)
エンジェルスは、大手芸能事務所、アミューズ所属の9人組の大所帯ヴォーカルグループで、1988年4月から1989年2月までTBSテレビの土曜日の深夜で放送されていた『SUPER WEEKEND LIVE 土曜深夜族』からデビュー。この番組では、1960年代のポップスやオールディーズナンバーを歌い、花を添えていた。
1990年前半は、ライブハウス中心に、オールディーズや洋楽メインの歌で活躍。解散後、メンバーの奥貫薫は女優として数々のドラマや舞台で活躍している。岡部ともみは、ザ・ワイルドワンズにいた渡辺茂樹のレッスンを受け、ライブハウス「ケネディハウス銀座」などで歌手として活躍。

## メンバー
- 青木小緒里（CHAO[1]）サンミュージックプロダクションから移籍。
- 雨尾真紀（MAKILYN[1]）
- 岡部ともみ（TOMO[1]）
- 奥貫薫（OKUCHIN[1]）
- 昆野絵梨子（KON[1]）
- 島津弓（YUMI[1]）
- 中村華奈（KANA[1]）
- 樋口沙絵子（PACO[1]）
- 山崎智央（TON[1]）

## ディスコグラフィ

### シングル
1. 恋はブラック / バス・ストップ　(1988年11月21日、テイチク、07CV-13)
2. 天国ギャング / ふたりのシーズン　(1988年12月16日、テイチク、07CV-14)
3. ストップ･ザ･ミュージック / 大キライ!　(1989年1月21日、テイチク、07CV-16)
4. 雨に消えた初恋 / 悲しき願い　(1989年3月1日、テイチク、07CV-17)
5. Ruby Tuesday / グッドバイ　(1989年3月21日、テイチク、07CV-18)
6. ONE / 黒く塗れ!　(1989年4月21日、テイチク、07CV-20)
7. ロンリー･スターダスト･ダンス / YAKIMOCHI　(1990年9月21日、テイチク、TEDA-26)

### アルバム
1. 東京天使　(1989年4月21日)